# Jaco Erasmus
Jacobus Stephanus Erasmus, detto Jaco (Humansdorp, 31 luglio 1979), è un ex rugbista a 15, arbitro di rugby a 15 e allenatore di rugby a 15 italiano di origine sudafricana, in carriera attivo nel ruoli di terza linea ala e seconda linea e 3 volte internazionale per l'Italia.

## Biografia
Erasmus è nato in Sudafrica a Humansdorp, ed è italiano per matrimonio.
In Italia dal 2001, quando fu ingaggiato dal Bologna, giocava come terza linea ala nel Rugby San Donà, ed è stato chiamato da Nick Mallett a partecipare al Sei Nazioni 2008. Dal 2011 veste la maglia del club lombardo del Rugby Calvisano con il quale ha conquistato il suo secondo scudetto e la sua seconda Coppa Italia (dal 2010 Trofeo Eccellenza) in carriera.
Nel 2013 passa al Rugby San Donà, squadra nella quale milita ancora oggi.
Ha un figlio di nome Alex nato nel 2007. Dal 22 dicembre 2009 è papà anche di un altro bimbo di nome Enrico.
Nel 2016 ha anche esordito come arbitro, nel quadro di un progetto dalla Federazione di avviare alla carriera arbitrale giocatori internazionali prossimi al fine carriera.

## Palmarès
- Campionati italiani: 2
Benetton Treviso: 2003-04
Calvisano: 2011-12
- Trofei Eccellenza : 2
Viadana: 2006-07
Calvisano: 2011-12
- Supercoppe d'Italia: 1
Viadana: 2007